# 생물통계학
생물통계학(biometrics statistics, 生物統計學)은 생물학 중심에서 사용되는 통계적 방법과 이론을 다루는 통계학의 한 영역으로 생물학적 현상과 관련된 통계를 취급하며 생물측정을 포함된 학문이다.

## 개요
생물통계학은 살아있는 생물의 변동에 대한 통계학적 연구이다. 생물이 나타내는 여러 가지 현상을 분석하는 데에 통계학을 응용하는 학문으로 출발하였으며 19세기 말경 프랜시스 골턴은 생물이 나타내는 여러 가지 성질이 통계적인 변이를 나타내는 것에 관심을 가졌는데 이것은 그가 사람의 유전에 흥미가 있었기 때문이다. 이후 도수 분포의 개념, 표준오차의 이론 등이 도입되면서 생물통계학의 기초가 다져지게 되었고, 이를 기반으로 칼 피어슨은 한걸음 더 나아가 관측값과 기댓값의 관계를 분명히 하기 위하여 카이제곱 검정({\displaystyle \chi ^{2}} 검정)을 도입하는 등 생물통계학의 체계를 세워 생물통계학 또는 생물측정학이라 하였다.

## 생물통계학의 변화
생명통계학에 있어 생물학자들은 코끼리의 배설물에서 DNA를 규명하고, 사라진 코끼리 종을 밝혀내 다른 멸종 단계의 동물들을 추적하여 코끼리 DNA와 이미 멸종된 매머드 DNA를 융합해 실제 매머드를 복원하는 실험을 진행하게 된다. 이러한 DNA는 1953년 크릭과 왓슨이 ‘네이처’에 DNA의 이중나선 구조를 밝힘으로써 DNA 구조의 규명은 수학으로 가능하게 했다는 것인데 크릭과 왓슨은 수학 기법인 브래그의 법칙(Bragg’s law)을 사용, DNA를 규명하였다.

## 통계적 가설
통계적 가설은 통계학에서 사용하는 용어로, 하나의 특정 주장을 모수를 이용해 나타낸 형태를 지칭한다. 가령, '미국 성인여자의 신장은 크다'는 통계적 가설이 될 수 없다. 하지만 '미국 성인여자의 평균신장은 180cm이다.'는 통계적 가설이 될 수 있다. 평균신장은 여기서 모집단 특성을 나타내는 모수의 역할을 수행한다. 통계적 가설은 귀무가설과 이와 반대에 있는 대립가설로 나타낸다.

## 같이 보기
- 응용통계학